# Anselm Salomon von Rothschild

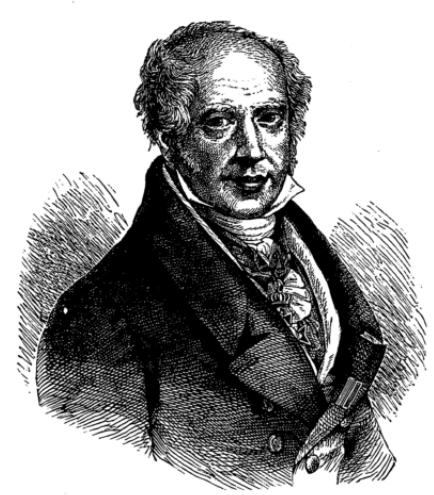
Anselm Salomon Rothschild

Anselm Salomon Freiherr von Rothschild (* 29. Januar 1803 in Frankfurt am Main; † 27. Juli 1874 in Wien) ist der Begründer der Österreichischen Creditanstalt für Handel und Gewerbe.

## Familie

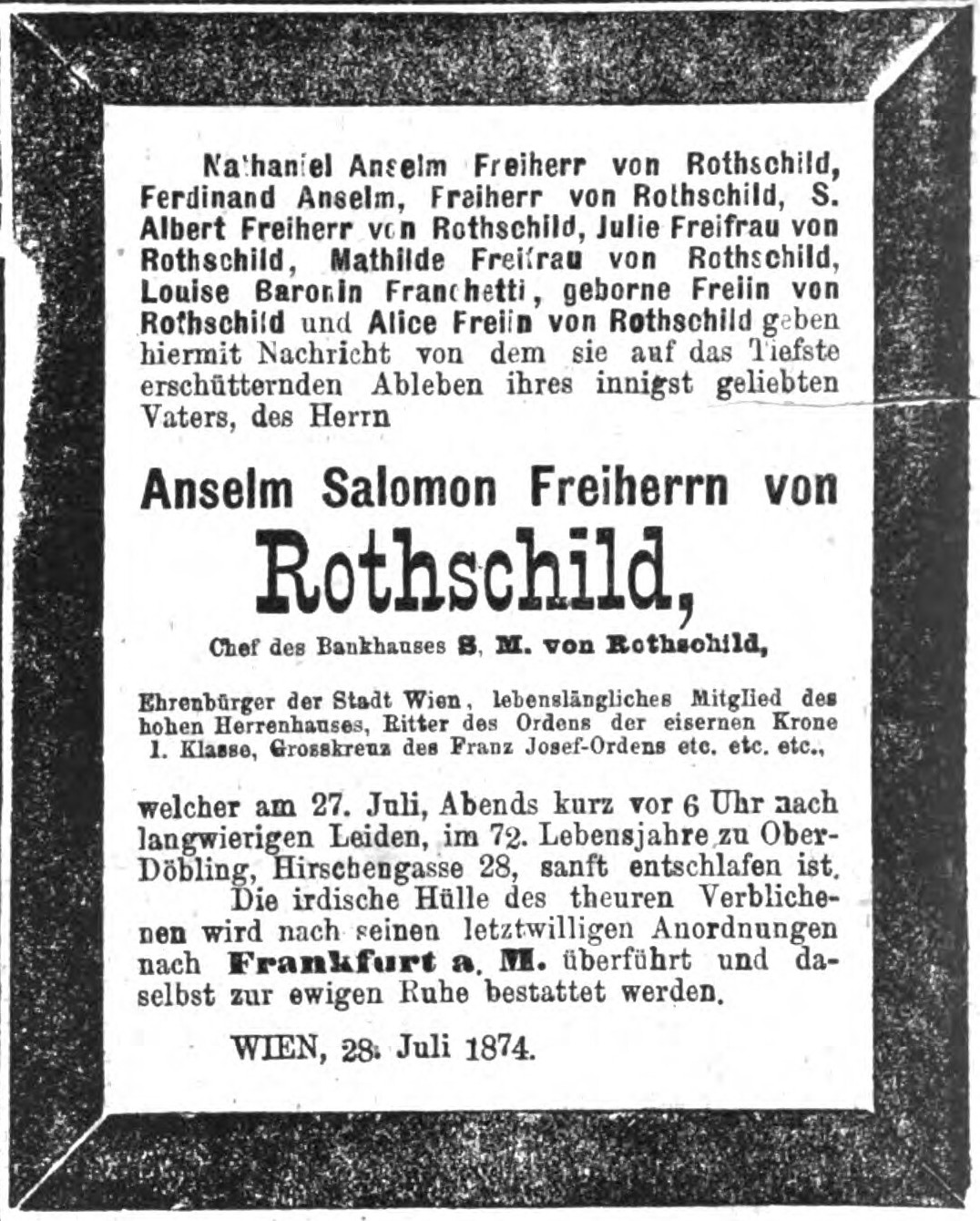
Todesanzeige von Anselm Salomon Rothschild

Anselm Salomon Rothschild war der Sohn Salomon Meyer Freiherr von Rothschilds (1774–1855), des Begründers des österreichischen Zweigs der Bankiersfamilie Rothschild, und dessen Ehefrau Caroline Stern (1782–1854). Er war mit Charlotte von Rothschild (1807–1859), der ältesten Tochter des Londoner Bankiers Nathan Mayer Rothschild (1777–1830), des jüngeren Bruders seines Vaters, verheiratet, während seine Schwester Betty (1805–1874) den Pariser Bankier James de Rothschild heiratete. 

### Kinder
Anselm Salomon und Charlotte hatten acht Kinder, vier Töchter und vier Söhne. Die Führung des Bankhauses in Wien übernahm nach dem Tod Anselm Salomons sein jüngster Sohn Albert.
1. Mayer Anselm Leon von Rothschild (1827–1828) – lebte nur ein Jahr und vier Tage, vom 7. Juli 1827 bis zum 11. Juli 1828.
2. Caroline Julie Anselm von Rothschild (1830–1907) nannte sich später nur Julie de Rothschild und heiratete Adolph Carl de Rothschild, den letzten Bankier des Neapolitanischen Zweiges des Bankhauses. Sie wurde eine enge Freundin von Kaiserin Elisabeth von Österreich und lebte u. a. am Genfersee im Château Pregny.
3. Hannah Mathilde von Rothschild (1832–1924) war eine hervorragende Musikerin und verheiratet mit dem Frankfurter Bankier Wilhelm Carl von Rothschild.
4. Sarah Luisa von Rothschild (1834–1924) heiratete den Bankierssohn Raimondo Franchetti und bewohnte u. a. den Palazzo Cavalli-Franchetti in Venedig.
5. Nathaniel Meyer von Rothschild (1836–1905) verließ das Bankhaus in Wien und wurde Kunstsammler und Mäzen. Er ließ u. a. die prächtigen Rothschildgärten in Wien errichten. Er starb unverheiratet und kinderlos.
6. Ferdinand James Anselm von Rothschild (1839–1898) zog nach England und ließ dort das prachtvolle Waddesdon Manor bauen. Nach dem Tod seiner Ehefrau und seines Kindes im Kindsbett wurde er zum Kunstsammler. Er starb ohne Erben und setzte als Erbin seine jüngste Schwester Alice von Rothschild ein.
7. Albert Salomon Anselm Freiherr von Rothschild (1844–1911) wurde später Chef des Hauses und führte ab 1872 die Bankgeschäfte der Familie Rothschild in Wien weiter.
8. Alice Charlotte von Rothschild (1847–1922) zog in unmittelbare Nähe ihres acht Jahre älteren Bruders Ferdinand James Anselm. Sie kaufte dort Dorf und Herrenhaus Eythrope. Später erbte sie Waddesdon Manor, zog aber dann aus gesundheitlichen Gründen nach Südfrankreich. Um ihr Schloss in Grasse unterhielt sie einen riesenhaften Garten mit zeitweise 100 beschäftigten Gärtnern. Auch sie starb kinderlos und vererbte ihr Vermögen (eines der größten Britanniens mit 92 Millionen Pfund) ihrem vermögenden englischen Neffen Baron Jakob de Rothschild.

## Tätigkeit
Aus der Creditanstalt, für die er den Großteil des Stammkapitals selbst aufgebracht hatte, zog sich Rothschild ab 1859 schrittweise zurück und widmete sich verstärkt der Südbahngesellschaft. Für den Krieg von 1866 gab Rothschild, der in Berlin studiert hatte, weder Österreich noch Preußen Kredit, da er ein unbedingter Anhänger des Friedens zwischen den beiden konkurrierenden Monarchien war.
Als Philanthrop gründete er 1869 in Wien das Rothschild-Spital und stiftete u. a. testamentarisch 1,2 Millionen Gulden an die Wiener jüdische Gemeinde. Als Kunstsammler schuf er die Grundlage für die berühmte österreichische Rothschildsche Kunstsammlung.
Die höchste Auszeichnung der Stadt Wien, das Ehrenbürgerrecht, bekam er 1847, nachdem bereits 1843 sein Vater damit geehrt worden war; 1861 wurde er von Kaiser Franz Joseph I. ins Herrenhaus des Reichsrates  berufen.